# Compsocladium
Compsocladium is een geslacht van korstmossen behorend tot de familie Ramalinaceae. De typesoort is Compsocladium archboldianum.

## Soorten
Volgens Index Fungorum bevat het geslacht twee soorten (peildatum november 2021):
| Soortnaam                   | Auteur(s) | Publicatiejaar |
| --------------------------- | --------- | -------------- |
| Compsocladium archboldianum | I.M. Lamb | 1956           |
| Compsocladium kalbii        | Frisch    | 2007           |